# Sains-lès-Pernes
Sains-lès-Pernes település Franciaországban, Pas-de-Calais megyében. Lakosainak száma 303 fő (2022. január 1.). Sains-lès-Pernes Sachin, Boyaval, Fiefs, Hestrus, Pressy és Tangry községekkel határos.

## Népesség
A település népessége az elmúlt években az alábbi módon változott:
| Lakosok száma | 281  | 275  | 291  | 292  | 300  | 304  | 306  | 311  | 303  |
|               | 2013 | 2015 | 2016 | 2017 | 2018 | 2019 | 2020 | 2021 | 2022 |